# Caenorhinus lobanovi
Caenorhinus lobanovi (лат.) — вид жуков-трубковёртов из подсемейства букарки (Rhynchitinae, Attelabidae).

## Этимология названия
Латинское видовое название lobanovi дано в честь российского колеоптеролога Андрея Львовича Лобанова (1940—2020), создателя сайта «Жуки (Coleoptera) и колеоптерологи».

## Распространение
Вид является эндемиком Лаоса.

## Описание
Жук длиной около 4 мм. Основная окраска тела красновато-коричневая; надкрылья желто-коричневые. Голова вытянута в головотрубку (длиной 0,65 мм), которая направлена вперёд. Переднеспинка колоколовидная. Крылья развиты. Вид был впервые описан в 2021 году российским энтомологом Андреем Александровичем Легаловым (Институт систематики и экологии животных Сибирского отделения Российской академии наук, Новосибирск, Россия). Близкий к нему вид Caenorhinus guskovae обладает одноцветным жёлтым телом.